# Sulfito reductasa
Las sulfito reductasas (EC 1.8.99.1) son importantes enzimas en el metabolismo del azufre. Estas enzimas catalizan la reducción del sulfito a sulfuro de hidrógeno y agua. Los electrones para la reacción son provistos ya sea por una molécula de NADPH, grupos flavina, o ferredoxinas. La reacción química catalizada es la siguiente:
Por lo tanto los sustratos de esta enzima son sulfito y un dador de electrones; mientras que los productos son sulfuro de hidrógeno, el dador oxidado y agua.

## Clasificación
Esta enzima pertenece a la familia de las oxidorreductasas, más específicamente a aquellas oxidorreductasas que actúan sobre dadores de electrones con azufre utilizando otros aceptores.

## Nomenclatura
El nombre sistemático de esta clase de enzimas es sulfuro-de-hidrógeno:aceptor oxidorreductasa. Otros nombres de uso común pueden ser, sulfito reductasa asimilatoria, sulfito reductasa de tipo asimilatorio, y sulfuro-de-hidrógeno:(aceptor) oxidorreductasa.

## Estructura y función
Esta clase de enzimas pueden ser encontradas en organismos de los reinos archaea, bacteria, fungi, y plantae. Se agrupan en sulfito reductasas asimilatorias o desasimilatorias dependiendo de su función, su propiedades espectroscópicas, y sus propiedades catalíticas. 
Esta enzima participa en el metabolismo de la selenocisteína, y en la asimilación de azufre. Emplea un cofactor covalentemente unido a la proteína, un clúster hierro-azufre y un siroheme el cual entrega electrones al sustrato por medio de esta asociación.